# 中国人民政治协商会议全国委员会文化文史和学习委员会
中国人民政治协商会议全国委员会文化文史和学习委员会（简称全国政协文化文史和学习委员会），是中国人民政治协商会议全国委员会设立的专门委员会之一。

## 沿革
1950年3月14日，经各民主党派总部发起和提议，政协全国委员会决定成立高级学习组，并于4月27日成立学习座谈会，根据自愿原则组织政协全国委员会、中央人民政府、政务院、各党派及无党派民主人士、各人民团体5方面在京高级人士学习，共202人，分为6个组，学习了思想方法论、国家学说、社会发展史、中国革命问题。最早的学习工作机构是学习座谈会干事会，成立于1950年4月。
1951年曾成立总的临时学习委员会，负责领导北京方面的学习运动，推定彭真任临时学习委员会主任，李维汉、章伯钧、蔡廷锴任副主任，安子文任秘书长。1952年2月，政协全国委员会依据《关于展开各界人士思想改造的学习运动的决定》成立学习委员会，负责领导各民主党派人士，各级政府、人民团体和协商机关中的无党派人士，政府和企业机关中的专家，工商界人士，宗教界人士关于思想改造的学习运动，林伯渠任主任委员，马叙伦、王昆仑任副主任委员。
1954年前，有两份关于学习工作的文件提出学习毛泽东思想：《政协全国委员会学习座谈会暂行办法》和《关于展开各界人士思想改造的学习运动的决定》。1954年12月9日，毛泽东召集参加政协第二届全国委员会的部分党内外人士座谈，他将政协任务概括为五项：外交、内政选举、向党委和国务院提意见、协商各民族各党派团体及其他人员间的关系、学习马列主义。学习由此成为人民政协的五大任务之一。他就学习作了两点说明：一是毛泽东思想与马列主义不是两件事，而是马列主义与中国革命实践相结合的产物，所以政协章程总纲里不要加上“学习毛泽东思想”；二是学习是自愿的，马列主义也要自愿学习，不应强迫。强迫、压迫是对敌对阶级（被专政的阶级）的手段。
与这两点对应，1954年二届全国政协一次会议通过的政协章程未列入学习毛泽东思想，直到1978年章程修订时才列入；在1978年、1982年、1994年、2000年和2004年的五次政协章程修改中均写道：“在自愿的基础上学习马克思列宁主义。”
1954年4月，林伯渠在全国政协常委会上提出关于撤销本会学习委员会的建议，获得会议通过，保留学习座谈会干事会。1955年4月，恢复成立学习委员会，取代学习座谈会干事会。
1960年9月26日，政协第三届全国委员会常委会第十一次会议作出《关于推动和组织各民主党派成员、无党派民主人士、工商界、知识界学习毛主席著作的决议》，号召“本会各级组织、民主党派、无党派民主人士、工商界和知识界把学习毛主席著作当做自己的重大政治任务”。学习委员会组成学习工作研究小组，自10月13日至11月底每日半天集中学习刚出版的《毛泽东选集》第四卷，并向各省、自治区、直辖市政协学习委员会发出学习参考意见。
文革爆发后，1966年8月30日，政协全国委员会机关自零点起暂停办公，学习委员会工作随之暂停。1978年10月11日，学习委员会举行会议，讨论《关于在京部分全国政协委员、爱国民主人士学习安排的意见》，标志着学习委员会恢复工作。
1959年4月29日，全国政协举行60岁以上委员茶话会，周恩来在讲话中希望“过了60岁的委员都能把自己的知识和经验留下来作为对社会的贡献”。他还指示全国政协要注意组织这项工作，在成立工作组时，其中要“有收集历史资料的组。”。1959年5月12日，政协第三届全国委员会第一次常委会议决定设立文史资料研究委员会。7月21日，根据周恩来指示，全国政协成立文史资料研究委员会，范文澜任主任委员。1988年4月，文史资料研究委员会改为文史资料委员会。
1988年6月9日通过的《中国人民政治协商会议第七届全国委员会专门委员会组织通则》决定“根据中国人民政治协商会议章程第38条的规定，经政协第七届全国委员会常务委员会第一、二次会议决定，设置14个专门委员会”，包括：提案委员会、学习委员会、文史资料委员会、经济委员会、教育文化委员会、科学技术委员会、医卫体委员会、法制委员会、民族委员会、宗教委员会、妇女青年委员会、华侨委员会、祖国统一联谊委员会、外事委员会。并规定“专门委员会是在常务委员会和主席会议领导下，组织委员进行经常性活动的工作机构”。学习委员会、文史资料委员会由此成为全国政协专门委员会。
1993年3月28日政协第八届全国委员会常务委员会第一次会议通过《中国人民政治协商会议第八届全国委员会常务委员会关于设置专门委员会的决定》，依据《中国人民政治协商会议章程》第38条的规定，常务委员会决定设置14个专门委员会：提案委员会、学习委员会、文史资料委员会、经济委员会、教育文化委员会、科学技术委员会、医药卫生体育委员会、法制委员会、民族委员会、宗教委员会、妇女青年委员会、华侨委员会、祖国统一联谊委员会、外事委员会。
1995年3月15日政协第八届全国委员会常务委员会第十二次会议通过了政协第八届全国委员会常务委员会关于调整专门委员会的决定。由八届全国政协设立的14个专门委员会调整后为8个：提案委员会、经济委员会、科教文卫体委员会、妇青和法制委员会、民族和宗教委员会、文史和学习委员会、台港澳侨联络委员会、外事委员会。会议还通过了各专门委员会主任名单。
1998年3月16日政协第九届全国委员会常务委员会第一次会议通过《中国人民政治协商会议第九届全国委员会常务委员会关于设置专门委员会的决定》，依据《中国人民政治协商会议章程》第38条和《中国人民政治协商会议全国委员会专门委员会通则》的规定，决定设置9个专门委员会：提案委员会、经济委员会、人口资源环境委员会、教科文卫体委员会、社会和法制委员会、民族和宗教委员会、文史资料委员会、港澳台侨委员会、外事委员会。九届全国政协取消了学习委员会，学习工作改为通过各种会议、专门委员会组织的学习报告会、编印学习资料和其他辅助材料等方式开展。
2003年3月15日政协第十届全国委员会常务委员会第一次会议通过《中国人民政治协商会议第十届全国委员会常务委员会关于设置专门委员会的决定》，依据《中国人民政治协商会议章程》第三十九条的规定，中国人民政治协商会议第十届全国委员会设置9个专门委员会：提案委员会、经济委员会、人口资源环境委员会、教科文卫体委员会、社会和法制委员会、民族和宗教委员会、港澳台侨委员会、外事委员会、文史资料委员会。
2008年3月15日政协第十一届全国委员会常务委员会第一次会议通过《中国人民政治协商会议第十一届全国委员会常务委员会关于设置专门委员会的决定》，根据《中国人民政治协商会议章程》第三十九条的规定，中国人民政治协商会议第十一届全国委员会设置9个专门委员会：提案委员会、经济委员会、人口资源环境委员会、教科文卫体委员会、社会和法制委员会、民族和宗教委员会、港澳台侨委员会、外事委员会、文史和学习委员会。
2013年3月13日政协第十二届全国委员会常务委员会第一次会议通过《中国人民政治协商会议第十二届全国委员会常务委员会关于设置专门委员会的决定》，根据《中国人民政治协商会议章程》第三十九条的规定，中国人民政治协商会议第十二届全国委员会设置的9个专门委员会与第十一届相同。
2018年3月，中共中央印发的《深化党和国家机构改革方案》称，“（四十八）全国政协文史和学习委员会更名为全国政协文化文史和学习委员会。将全国政协教科文卫体委员会承担的联系文化艺术界等相关工作调整到全国政协文化文史和学习委员会。”
2018年3月16日政协第十三届全国委员会常务委员会第一次会议通过《中国人民政治协商会议第十三届全国委员会常务委员会关于设置专门委员会的决定》，决定中国人民政治协商会议第十三届全国委员会设置10个专门委员会：提案委员会、经济委员会、农业和农村委员会、人口资源环境委员会、教科卫体委员会、社会和法制委员会、民族和宗教委员会、港澳台侨委员会、外事委员会、文化文史和学习委员会。

## 组织结构
2015年修订后的《中国人民政治协商会议全国委员会专门委员会通则》规定：
- 第十一条：“专门委员会的组成，应按照有利于联系各界、各方面人士，自愿、协商和便于组织经常性活动的原则，统筹安排。”
- 第十二条：“每届专门委员会的设立一般应在当届政协第一次常务委员会会议上确定。专门委员会的组成人员原则上为全体委员的30%左右，非中共委员要占一定比例。各专门委员会一般由50至100人组成，设主任1人，驻会副主任1人，副主任若干人。工作领域较宽的委员会可适当增加组成人员。”
- 第十三条：“专门委员会人选从政协全国委员会委员中产生，一般应具有相关工作经历和专业知识。人选由政协全国委员会秘书长会议提出，征得委员本人同意后，委员名单由主席会议审定，主任、副主任的任命由常务委员会决定。”“专门委员会组成人员需调整或增补时，按专门委员会产生程序办理。专门委员会主任会议对本委员会委员的调整或增补可提出建议。”
- 第十四条：“根据工作需要，专门委员会可采取适当方式邀请非本专门委员会的政协委员参加活动。”[13]

## 职责
《深化党和国家机构改革方案》称，全国政协文化文史和学习委员会的主要职责是：“组织委员学习宣传党和国家文化艺术文史方面的方针政策和法律法规，就文化艺术文史问题开展调查研究，提出意见、建议和提案，团结和联系文化艺术文史界委员反映社情民意。”
文化文史和学习委员会围绕文化等事业发展领域和关系人民群众切身利益的问题开展协商、调研、考察、重点提案督办等活动，组织推动近现代重大历史事件和历史人物等资料的征集、整理、研究、编辑及对台港澳和海外的史料交流工作，为广泛团结海内外各界爱国人士、促进社会主义现代化建设和祖国统一；根据全国政协年度协商工作安排，承办全国政协专题协商会、双周协商座谈会，参与承办专题议政性常委会议有关专题讨论会；组织文化艺术界、社会科学界、新闻出版界委员开展界别活动；举办全国政协常委会学习讲座、全国政协新任委员学习研讨班、在京委员学习报告会等活动。

## 历届组成人员
- 中国人民政治协商会议第七届全国委员会学习委员会（主任：胡绳）
- 中国人民政治协商会议第七届全国委员会文史资料委员会（主任：孙晓村）
- 中国人民政治协商会议第八届全国委员会学习委员会（主任：徐惟诚）
- 中国人民政治协商会议第八届全国委员会文史资料委员会（主任：杨拯民）
- 中国人民政治协商会议第八届全国委员会文史和学习委员会（主任：杨拯民）
- 中国人民政治协商会议第九届全国委员会文史资料委员会（主任：朱作霖）
- 中国人民政治协商会议第十届全国委员会文史资料委员会（主任：桂世镛）
- 中国人民政治协商会议第十届全国委员会文史和学习委员会（主任： 王蒙）
- 中国人民政治协商会议第十一届全国委员会文史和学习委员会（主任：陈福今）
- 中国人民政治协商会议第十二届全国委员会文史和学习委员会（主任： 王太华）
- 中国人民政治协商会议第十三届全国委员会文化文史和学习委员会（主任：宋大涵）
- 中国人民政治协商会议第十四届全国委员会文化文史和学习委员会（主任：吴英杰）